# Microsoft FrontPage
Microsoft FrontPage — редактор HTML, призначений для створення вебсторінок і сайтів без необхідності знання користувачем мови HTML. Окрім цього, програму використовують для розташування сайтів на вебсервері та їхньої наступної експлуатації.
Користувач має змогу створити окрему сторінку чи сайт двома способами: з нуля, або скориставшись шаблоном з колекції програми FrontPage. Шаблонів окремих сторінок тут є більше, ніж шаблонів у колекції програми Word.
Програма дає змогу вставляти набагато більш об'єктів і готових web-компонентів, ніж програма MS Word.
Розвиток програми зупинений у 2003 році.

## Виноски
1. ↑  Microsoft Finalizes Office 2003, Sets Pricing and October Launch Date, by Paul Thurrott (August 20, 2003) WinInfo — InstantDoc #39901